# Marcel van der Westen
Marcel van der Westen (Laren, 1 augustus 1976) is een voormalige Nederlandse atleet. Zijn specialisme was de hordeloop. Van der Westen werd zesmaal Nederlands kampioen op de 110 m horden. Zijn persoonlijk record, 13,35 s, liep hij op 6 juni 2008 in Kassel, Duitsland. Op de 60 m horden indoor veroverde hij in totaal vier nationale titels.

## Biografie

### Zilveren medaille op EK
Het grootste succes van zijn loopbaan behaalde hij op 2 maart 2007: op de Europese indoorkampioenschappen in Birmingham veroverde hij de zilveren medaille op de 60 m horden, één honderdste seconde achter zijn oud-trainingsmaatje Gregory Sedoc. Tijdens de ochtendserie en de halve finale liep hij 7,62, een persoonlijk record.
Na het goede begin in Birmingham werd het atletiekjaar 2007 niet wat Marcel van der Westen zich ervan had voorgesteld. Dolgraag had hij uiteraard ook zijn opwachting gemaakt bij de wereldkampioenschappen in Osaka. Tijdens de FBK Games in Hengelo, eind mei, zag het er nog wel veelbelovend uit: achter Ryan Wilson, Gregory Sedoc en Andy Turner werd hij op de 110 m horden vierde in 13,63,  twee tiende seconde boven zijn beste tijd ooit. Maar toen al belemmerde een achillespeesblessure hem in zijn doen en laten. Begin juli liet hij ten slotte weten in 2007 niet meer in actie te zullen komen, omdat het herstel langer duurde dan verwacht.
Liever dan zich te forceren, met alle mogelijke gevolgen van dien, concentreerde Marcel van der Westen zich op volledig herstel. Eind oktober voelde hij zich eindelijk goed genoeg om een start te maken met zijn voorbereiding op het belangrijke volgende seizoen. De Olympische Spelen van Peking stonden immers voor de deur.

### Teruggeworpen door bananenboom
In het begin van 2008 kon Van der Westen goed doortrainen op een trainingskamp in Zuid-Afrika. Al liep hij er wel een vervelende blessure aan zijn elleboog op, nadat hij hiermee tegen een bananenboom had geleund. "Ik moest antibiotica slikken, waardoor ik een achterstand kreeg op mijn schema, maar ik begin weer op krachten te komen", aldus de onfortuinlijke hordeloper, die hierdoor vijf kilo aan spiermassa kwijtraakte. Die zaten er medio februari 2008 ten tijde van de Nederlandse indoorkampioenschappen in Gent nog niet weer aan. Het weerhield de winnaar van het zilver op de EK indoor van 2007 er niet van om voor de vierde maal de titel op de 60 m horden voor zich op te eisen. Maar dat was, vanwege de afwezigheid van Gregory Sedoc, niet meer dan verwacht. Voor de wereldindoorkampioenschappen in Valencia voelde Van der Westen zich echter nog niet voldoende hersteld. Hij gaf er derhalve de voorkeur aan zich volledig te richten op zijn opbouw voor het baanseizoen.

### Lopen als een sportauto
De juistheid van deze beslissing bleek al snel. Tijdens de FBK Games in Hengelo op 24 mei was hij er klaar voor om de limiet voor Peking "bij de strot te pakken." En dat lukte, zelfs ondanks een fikse tegenwind (1,7 m/s). Van der Westen won de 110 m horden in 13,46, vóór de winnaar van vorig jaar Ryan Wilson en vóór Gregory Sedoc, die zijn gang naar Peking in Hengelo overigens eveneens veiligstelde. Tijdens zijn race zag Van der Westen zijn concurrenten in de banen naast hem terrein prijsgeven. "Terwijl ik maar kon blijven versnellen. Dat gaf een machtig gevoel. Het is alsof je in een spiksplinternieuwe sportauto op het circuit mag racen en alles onder controle hebt. Ik hoop dat dit mijn basisniveau wordt. Dan kan het op toernooien nog leuk worden."
Enkele weken later in het Duitse Kassel liep Marcel van der Westen elf honderdste seconde sneller dan in Hengelo. Met zijn 13,35 nestelde hij zich op de beste-aller-tijdenranglijst op de tweede plaats achter Robin Korving, die als Nederlands recordhouder sinds 1999 de ranglijst aanvoert met 13,15. In de maand die volgde toonde Van der Westen vervolgens aan, dat hij de bereikte vorm goed wist vast te houden. Op 14 juni kwam hij bij wedstrijden om de Gouden Spike in Leiden op de 110 m horden met een tijd van 13,52 opnieuw tot een goed resultaat. Vanzelfsprekend was hij daarna voor de Nederlandse baankampioenschappen de grote favoriet op dit nummer. Die rol maakte hij helemaal waar. Nadat er in Nederland aan de jarenlange heerschappij van Robin Korving op de 110 m horden door diens dramatische blessure op de Spelen van 2000 een einde was gekomen, waren het Marcel van der Westen (driemaal kampioen) en Gregory Sedoc (viermaal kampioen) geweest, die het gezicht op dit nummer hadden bepaald. Op 6 juli 2008 trok Van der Westen de titelverhouding tussen zijn vroegere trainingsmaatje en zichzelf recht. In alweer 13,52 versloeg hij Sedoc (tweede in 13,60) en veroverde hij zijn vierde gouden plak. Alles leek op orde voor een goed optreden in Peking.

### Sleutelbeenbreuk
Tijdens Grand Prix wedstrijden in Luzern op 17 juli loopt Marcel van der Westen echter tegen een gecompliceerde sleutelbeenbreuk op. In een race waarin hij heel dicht tegen het nationale record (13,15) van Korving aan lijkt te zitten komt hij, in winnende positie, bij de tiende horde ongelukkig ten val. Een spoedoperatie in Utrecht volgt, waarbij een stalen plaat en zes schroeven in zijn schouder worden gezet. Enkele weken later ziet het ernaar uit, dat deze terugslag de ambities van Van der Westen in Peking niet noemenswaard zal doorkruisen. "In eerste instantie hadden sommige mensen zo hun bedenkingen over mijn fysieke gesteldheid, maar nu ze me hier aan het werk hebben gezien, zijn ze overstag", aldus Marcel van der Westen in het Japanse Fukuoka, waar de Nederlandse olympische atletiekdeelnemers hun trainingskamp hebben opgeslagen. Van het bijstellen van zijn ambitiepatroon wil de Amsterdammer dan ook niets weten. "Fysiek ben ik op de toppen van mijn kunnen. Het is aan mij om daar optimaal van te profiteren. Ik zie het als een unieke kans en daar ga ik blind voor. Ik ga niet één procentje of ook maar een fractie daarvan inhouden."

### OS Peking: finale gemist
Marcel van der Westen ging op 18 augustus 2008 in Peking goed van start. Ondanks een door de Nederlander veroorzaakte valse start werd hij tweede in zijn serie 110 m horden in 13,54, dik voldoende voor de volgende ronde. Overigens stond zijn serie vooral in het teken van het uitvallen van de grote favoriet van de Chinezen, Liu Xiang. Na die valse start hield de regerend olympisch kampioen, die duidelijk zichtbaar al geblesseerd aan de start was verschenen, het voor gezien, wat een schokgolf door het Vogelnest teweegbracht. Een bijzondere ervaring voor Van der Westen, die na zijn race prompt de halve wereldpers te woord moest staan vanwege het uitvallen van de Chinese favoriet.
Een dag later werd hij in zijn kwartfinale vierde. Dit gaf weliswaar niet direct toegang tot de halve finale, maar met zijn 13,48 was hij een van de vier tijdsnelste verliezers die door mochten. Van der Westen vond die kwartfinale maar een lastige. Zo’n extra ronde was hij niet gewend en hij had het daarom moeilijk gevonden om zich vooraf voldoende te focussen, zoals hij zelf uitlegde. In zijn halve finale, weer een dag later, liep hij vervolgens zijn snelste tijd in Peking, 13,45. Helaas werd hij er slechts zesde mee. Hiermee kwam er een einde aan zijn toernooi. Marcel van der Westen was na afloop vooral boos op zichzelf. Tussen de vijfde en zesde horde had hij een technische fout gemaakt, waardoor hij even haperde. ‘Dat kost me een tiende en dat geeft net de doorslag’, aldus de gedreven hordeloper.
Van der Westen was lid van de atletiekvereniging Phanos. Hij maakte in april 2013 bekend te stoppen met atletiek. Hij woont in Amsterdam (Watergraafsmeer) en is werkzaam als financieel specialist. Van der Westen is trainer bij AV 1923 te Amsterdam en AV zuidwal te Huizen.

## Nederlandse kampioenschappen
Outdoor
| Onderdeel    | Jaar                               |
| ------------ | ---------------------------------- |
| 110 m horden | 2001, 2004, 2006, 2008, 2010, 2011 |

Indoor
| Onderdeel   | Jaar                   |
| ----------- | ---------------------- |
| 60 m horden | 2001, 2002, 2005, 2008 |

## Statistieken

### Persoonlijke records
Outdoor
| Discipline   | Prestatie | Datum            | Plaats      |
| ------------ | --------- | ---------------- | ----------- |
| 200 m        | 21,77 s   | 25 juni 2006     | Hengelo     |
| 300 m        | 34,80 s   | 28 augustus 2004 | Tessenderlo |
| 110 m horden | 13,35 s   | 6 juni 2008      | Kassel      |
| 200 m horden | 23,77 s   | 7 september 2003 | Hilversum   |

Indoor
| Discipline  | Prestatie   | Datum           | Plaats     |
| ----------- | ----------- | --------------- | ---------- |
| 50 m horden | 6,63 s (NR) | 25 januari 2003 | Zuidbroek  |
| 60 m horden | 7,62 s      | 2 maart 2007    | Birmingham |

### Prestatieontwikkeling
| jaar | 110 m horden |
| ---- | ------------ |
| 1996 | 14,98        |
| 1997 | 15,07        |
| 1998 | 15,24        |
| 1999 | 14,14        |
| 2000 | 13,95        |
| 2001 | 13,71        |
| 2002 | 13,74        |
| 2003 | 13,70        |
| 2004 | 13,59        |
| 2005 | 13,43        |
| 2006 | 13,57        |
| 2007 | 13,63        |
| 2008 | 13,35        |
| 2009 | 13,79        |
| 2010 | 13,56        |
| 2011 | 13,67        |
| 2012 | 13,99        |

## Palmares

### 60 m horden
- 2000:  NK indoor - 7,95 s
- 2001:  NK indoor - 7,90 s
- 2002:  NK indoor - 7,68 s
- 2002: 6e in ½ fin. EK indoor - 7,85 s
- 2003:  NK indoor - 7,86 s
- 2003: 5e in series WK indoor - 7,83 s
- 2004:  NK indoor - 7,77 s
- 2004: 7e in series WK indoor - 7,83 s
- 2005:  NK indoor - 7,75 s
- 2005: 6e in series EK indoor - 7,87 s
- 2006: 6e in ½ fin. WK indoor - 7,80 s
- 2007:  NK indoor - 7,70 s
- 2007:  EK indoor - 7,64 s
- 2008:  NK indoor - 7,84 s

### 110 m horden
- 1999:  NK – 14,41 s (-1,9 m/s)
- 2001: 5e in ½ fin. Universiade - 13,99 s
- 2001:  NK - 13,80 s (+0,2 m/s)
- 2002:  NK - 13,70 s (+4,1 m/s)
- 2003:  NK - 14,03 s
- 2004:  NK - 13,59 s
- 2005:  Europacup B in Leiria - 13,43 s
- 2005:  NK - 13,63 s
- 2005: 6e in ½ fin. WK - 13,63 s
- 2006:  NK - 13,76 s
- 2006:  Europacup B in Thessaloniki - 13,59 s
- 2006: 3e series EK - 13,73 s
- 2008:  NK - 13,52 s
- 2008: 6e in ½ fin. OS - 13,45 s
- 2008: 5e Wereldatletiekfinale - 13,57 s
- 2010:  NK - 13,60 s
- 2010: 7e EK - 13,58 s
- 2011:  NK - 13,77 s